# Ayarachi
El ayarachi es una danza ancestral indígena, originaria de la zona quechuahablante de la provincia de Lampa en el departamento de Puno (Perú).

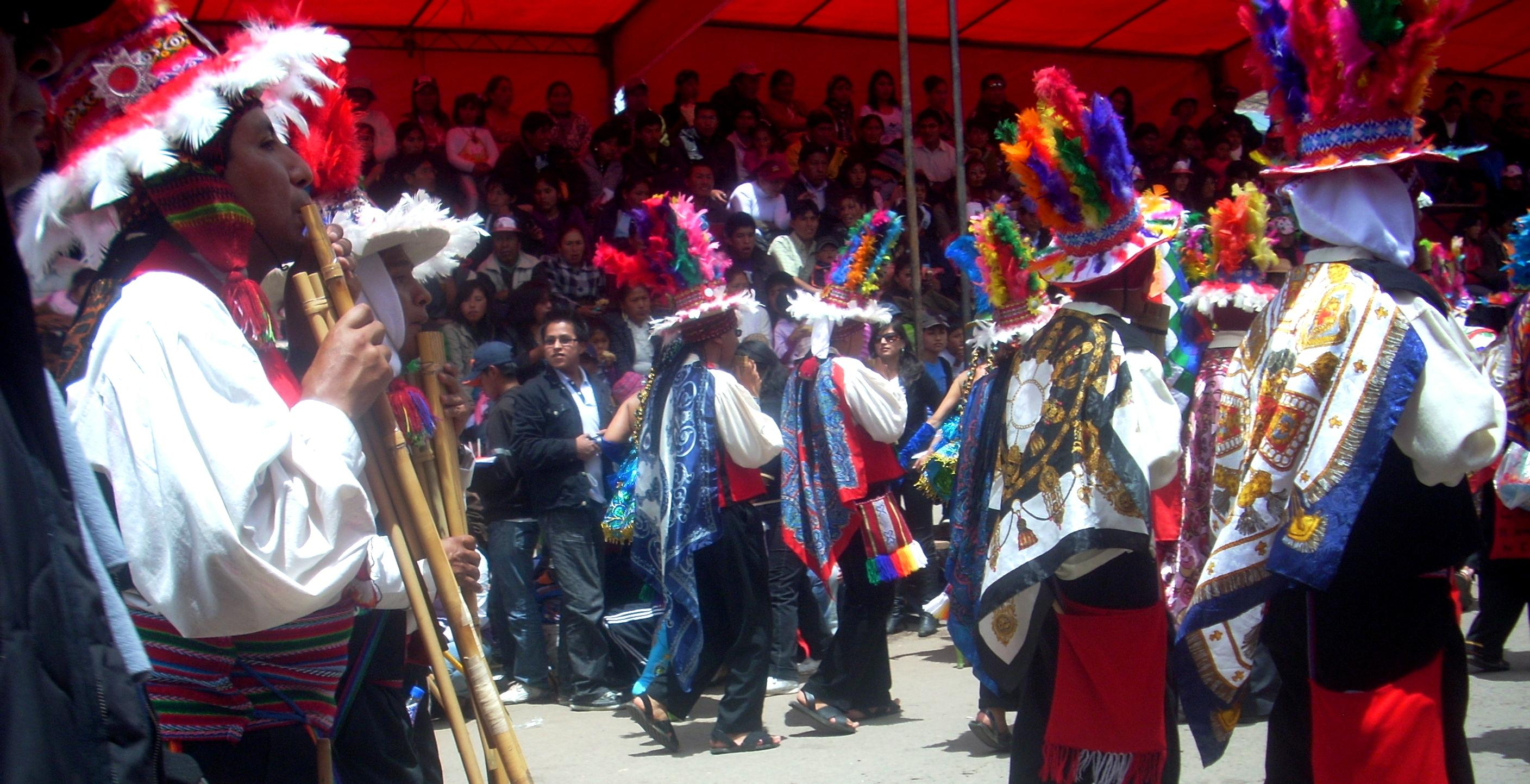
Sikuris ataviados con los típicos tocados de plumas, interpretando el ayarachi.

Esta danza se instrumenta únicamente con sicus y huáncar, estos son tañidos por varones, quienes visten una indumentaria multicolor, destacando el tocado elaborado con plumas vistosas.

## Descripción
Es una manifestación danzaria ritual con acompañamiento de música lúgubre que estremece hasta los huesos; el espectáculo inherente a la danza es severo tanto en el fondo musical como en los y los gestos y movimientos cadenciosos de los danzantes.
Participan en la danza conjuntos de 15 a 20 varones acompañados de acllas o doncellas, generalmente lucen trajes oscuros, sombreros enormes con plumas de avestruces. Las acllas lucen sendas monteras con flores bordadas, pollera negra y casaca, adornada con bordados de imágenes de la naturaleza.

## Patrimonio Cultural de la Nación
La danza y la música de ayarachi fueron declaradas patrimonio cultural del Perú, el 14 de octubre de 2004. Según esta declaratoria la danza de ayarachi es una expresión tradicional del Perú una música y danza del altiplano puneño y es una de las tradiciones musicales y coreográficas más importantes de la cultura quechua que tiene orígenes probablemente prehispánicas; mereciendo un reconocimiento especial el ayarachi de Paratía por haber conservado los elementos tradicionales antiguos.